# Masso alla Guata
Masso alla Guata est une formation rocheuse de granodiorite de l'île d'Elbe qui culmine à 744 m d'altitude. Elle a abrité une implantation du Néolithique et de l'Âge du bronze jusqu'à l'époque des Étrusques. Le site est proche de Campo nell'Elba.

## Description
Le nom de Masso alla Guata dérive du lombard wahta, dans le sens de « belvédère ». Il est attesté depuis le Moyen Âge. Le site offre un point de vue stratégique sur la mer Tyrrhénienne.

## Vestiges archéologiques
Le site a livré des objets néolithiques (une lame et un nucléus), en obsidienne sarde du Mont Arci. Dans un abri sous roche ont été trouvés des fragments de poterie de l'Âge du bronze et de bucchero de l'époque archaïque étrusque.

## Alentours
Au sommet de la falaise se trouve un petit bâtiment en pierre de plan carré, construit par le Corps forestier d'État comme poste de surveillance des incendies. Au pied de la falaise se trouve un petit quartier pastoral avec une clôture en pierre (caprile elbano (it)) et, en contrebas, une capanna construite par le berger Mamiliano Martorella vers 1930.